# Melanotaeniidae
La famiglia Melanotaenidae comprende 84 specie di pesci d'acqua dolce, conosciuti nel mondo anglosassone come Rainbowfish, appartenenti all'ordine Atheriniformes.
I primi melanotenidi sono stati scoperti e classificati a partire dal 1862, mentre le ultime scoperte risalgono al 2012.

## Distribuzione e habitat
Questa famiglia è originaria dell'Oceania (Australia e Papua Nuova Guinea soprattutto).

Il loro ambiente naturale varia molto, dalle acque di sorgente, ai fiumi veloci, alle paludi fino agli stagni retrodunali. Per il resto non si sa ancora altro perché gli scienziati stanno studiando ancora le specie.

## Descrizione
La forma di questi pesci è simile, con corpo ellissoidale: allungato, piuttosto compresso ai lati, con dorso e ventre alti. 
La pinna anale e quella dorsale, doppia, sono lunghe, la coda è a forbice ma molto ampia. La livrea è solitamente molto attraente e varia moltissimo da specie a specie: quella maschile è più colorata.
Gli esemplari che giungono a vecchiaia presentano ispessimento del corpo.
Le dimensioni variano a seconda delle specie, ma sono comprese tra i 4 e i 20 cm.

## Etologia
Convivono facilmente con altre specie, purché siano di dimensioni maggiori dell'apertura della loro bocca.

## Riproduzione
Le coppie sono occasionali e si riproducono mediante una deposizione che lascia cadere libere le uova fecondate nell'acqua, senza occuparsene più; gli avvannotti sono liberi e cercano presto un nascondiglio.

## Acquariofilia
Molte specie sono allevate e commercializzate per l'acquariofilia.

## Specie
La famiglia comprende 91 specie, suddivise in 7 generi:
- Genere Cairnsichthys
  - Cairnsichthys rhombosomoides
- Genere Chilatherina
  - Chilatherina alleni
  - Chilatherina axelrodi
  - Chilatherina bleheri
  - Chilatherina bulolo
  - Chilatherina campsi
  - Chilatherina crassispinosa
  - Chilatherina fasciata
  - Chilatherina lorentzii
  - Chilatherina pagwiensis
  - Chilatherina pricei
  - Chilatherina sentaniensis
- Genere Glossolepis
  - Glossolepis dorityi
  - Glossolepis incisus
  - Glossolepis kabia
  - Glossolepis leggetti
  - Glossolepis maculosus
  - Glossolepis multisquamata
  - Glossolepis pseudoincisus
  - Glossolepis ramuensis
  - Glossolepis wanamensis
- Genere Iriatherina
  - Iriatherina werneri
- Genere Melanotaenia
  - Melanotaenia affinis
  - Melanotaenia ajamaruensis
  - Melanotaenia angfa
  - Melanotaenia arfakensis
  - Melanotaenia batanta
  - Melanotaenia boesemani
  - Melanotaenia caerulea
  - Melanotaenia catherinae
  - Melanotaenia corona
  - Melanotaenia duboulayi
  - Melanotaenia eachamensis
  - Melanotaenia exquisita
  - Melanotaenia fasinensis
  - Melanotaenia fluviatilis
  - Melanotaenia fredericki
  - Melanotaenia goldiei 
  - Melanotaenia gracilis
  - Melanotaenia herbertaxelrodi
  - Melanotaenia irianjaya
  - Melanotaenia iris
  - Melanotaenia japenensis
  - Melanotaenia kamaka
  - Melanotaenia lacustris
  - Melanotaenia lakamora
  - Melanotaenia maccullochi
  - Melanotaenia maylandi
  - Melanotaenia misoolensis
  - Melanotaenia monticola
  - Melanotaenia mubiensis
  - Melanotaenia nigrans
  - Melanotaenia ogilbyi
  - Melanotaenia oktediensis
  - Melanotaenia papuae
  - Melanotaenia parkinsoni
  - Melanotaenia parva
  - Melanotaenia pierucciae
  - Melanotaenia pimaensis
  - Melanotaenia praecox
  - Melanotaenia pygmaea
  - Melanotaenia rubripinnis
  - Melanotaenia salawati
  - Melanotaenia sexlineata
  - Melanotaenia splendida australis
  - Melanotaenia splendida inornata
  - Melanotaenia splendida rubrostriata
  - Melanotaenia splendida splendida
  - Melanotaenia splendida tatei
  - Melanotaenia sylvatica
  - Melanotaenia trifasciata
  - Melanotaenia urisa
  - Melanotaenia utcheensis
  - Melanotaenia vanheurni
  - Melanotaenia veoliae
  - Melanotaenia wanoma
- Genere Pelangia
  - Pelangia mbutaensis
- Genere Rhadinocentrus
  - Rhadinocentrus ornatus